# دولبي أتموس
دولبي أتموس (بالإنجليزية: Dolby Atmos)‏ هي تقنية صوت محيطي أعلنت عنها دولبي لابوراتوريز في سنة 2012 وتم إصدارها في يونيو من نفس العام. استخدمت للمرة الأولى في فيلم أسطورة مريدا.

## وصلات خارجية
- الموقع الرسمي
- همام صالح